# Стейплстаун
Стейплстаун (англ. Staplestown; ирл. Baile an Stáibléaraigh) — деревня в Ирландии, находится в графстве Килдэр (провинция Ленстер).